# Béki István
Béki István (Szerencs, 1968. március 6. –) magyar költő, performer.

## Élete és munkássága
1968. március 6-án született Szerencsen, jelenleg Budapesten él. 1983-tól ír, 1994 óta publikálja verseit. Többek között az Élet és Irodalom, a Kortárs, a Magyar Napló, a Műút, a Palócföld, a Parnasszus, a Polísz és az Új Holnap című folyóiratokban jelennek meg versei. 1990-től folytat performansz-művészeti tevékenységet. Performanszdokumentációs fényképeivel illusztrálták a Műút 2011030-as lapszámát.

## Írótestületi tagság
- 2000-től József Attila Kör
- 2002-től Magyar Írószövetség
- 2009-től Magyar Alkotóművészek Országos Egyesülete

## Kötetei
- Rabszódia, MissionArt Galéria, Miskolc/Budapest, 1998
- Írott ikon, MissionArt Galéria, Miskolc/Budapest, 2001
- Bonctan, Hanga – MissionArt Galéria, Budapest, 2003
- Magatartás, Műút-könyvek, Miskolc, 2015
- Infúzió, Performansz dokumentumok (előkészületben)

## Performanszok jegyzéke (válogatás)
- 1990. október 6. Rabszolgavallásosságom vetülete, Rónai Sándor Megyei Művelődési Központ, Miskolc
- 1991. december 14. A diktatúrista, Vian Klub, Miskolc
- 1993. Tiszta szívből szégyen már szeretni, Mediawave Fesztivál, Művelődési központ, Győr
- 1995. július 28. A tetszhalott személyi igazolványképe, Vasutasok Arany János Művelődési Háza, Győr
- 1996. április 4.Vérezd magad otthon, Vian Klub, Miskolc
- 1996. augusztus 15. Egy nap élet, Pepsi-sziget − Sziget utópia, Budapest
- 1999. április 8. Menettért, MissionArt Galéria, Budapest
- 1999. augusztus 13. Fuga, X. Nemzetközi Anna-Art Fesztivál, Szent Anna-tó, Románia
- 2000. december 8. Utolsó ivadék, Nyílt lapok, Nemzetközi Küldeményművészeti Kiállítás, Miskolc
- 2002. február 17. Bonctan, Stúdió 1900 Galéria, Budapest, Gaál József kiállításmegnyitója

## Cikkek és kritikák (válogatás)
- SZONDI György, Béki István: Rabszódia, Somogy, 1998. november-december, 683.
- PÁLFI Ágnes, Álkémia? Alkímia?,Polísz, 1999. október, 57.
- FALUSY Zsigmond, Múmiaként Miskolcra, Népszabadság, 2000. december 11., 9.
- PÁLFI Ágnes, „Hangszálamat köszörült nyílhegy pengeti” Polísz, 2002. április-május, 97-98.
- PIENTÁK Attila, Pihenő a saját tehetség felé vezető úton, Palócföld, 2002/5, 586.
- BEKE László, GÁBOR Eszter, PRAKFALVI Endre, SISA József, SZABÓ Júlia, Magyar művészet 1800-tól napjainkig, Corvina Kiadó, Egyetemi Könyvtár, Budapest, 2002, 384.
- SZAKOLCAY Lajos, A lélek lépcsőháza, Magyar Napló, 2003. január, 25-26.
- k. kabai lóránt, „Ez a barátság ment meg engem” Új Holnap, 2003. tavasz, 166-168.
- DUKAY NAGY Ádám, Sebek. Magunkba falazva, Új Holnap, 2005/1, 823.
- k. kabai lóránt, „Vérző ínnyel gyomlálja a nyelvet”, Polísz, 2005. április, 66- 67.
- Készman József, „Vérezd magad otthon!” — Az aktivált költő. Béki István munkásságáról, Műút, 2011030, 39—41.